# Petropawliwka (rejon kachowski)
Petropawliwka (ukr. Петропавлівка) – wieś na Ukrainie, w obwodzie chersońskim, w rejonie kachowskim, w hromadzie Zełenyj Pid. W 2001 liczyła 516 mieszkańców.